# Глобальные проблемы
Глобальные проблемы современности — совокупность социально-природных проблем, имеющих планетарный характер, затрагивающих интересы всех народов, от решения которых зависит экономический и социальный прогресс человечества и сохранение цивилизации. Эти проблемы характеризуются динамизмом, возникают как объективный фактор развития общества и для своего решения требуют объединённых усилий всего человечества. Глобальные проблемы взаимосвязаны, охватывают все стороны жизни людей и касаются всех стран.

## Список глобальных проблем
- Военные
  - проблема сохранения мира
  - угроза ядерной и термоядерной войны, недопущение мировым сообществом несанкционированного распространения ядерных технологий[3][4]
- Экологические
  - снижение биоразнообразия
  - катастрофическое загрязнение окружающей среды[5][6]
    - радиоактивное загрязнение
    - техногенные катастрофы

  - обеспечение человечества ресурсами, исчерпание нефти, природного газа, угля, древесины, цветных металлов, дефицит водных ресурсов[7][8]
  - использование ресурсов Мирового океана[9]
  - глобальное потепление
  - озоновые дыры
  - парниковый эффект
- Медицинские
  - проблема сердечно-сосудистых, онкологических заболеваний
  - проблема СПИДа
- Социальные
  - социальное неравенство
  - возрастающая безработица, безусловный основной доход
  - проблема отсталости стран третьего мира[10][11]
  - демографические проблемы человечества, демографическое развитие (демографический взрыв в развивающихся странах и демографический кризис в развитых)[12]
  - возможный массовый голод и существующее массовое недоедание[13]
- Криминальные
  - терроризм
  - насилие и организованная преступность
  - киберпреступность
- Космические
  - астероидная опасность
  - освоение космического пространства[14]
- Недооценка глобальных угроз существованию человечества, таких как развитие недружественного искусственного интеллекта[15][16][17] и глобальных катастроф

## Возникновение
Глобальные проблемы являются следствием противостояния природы и человеческой культуры, а также несоответствия или несовместимости разнонаправленных тенденций в ходе развития самой человеческой культуры. Естественная природа существует по принципу отрицательной обратной связи, в то время как человеческая культура — по принципу положительной обратной связи. Среди глобальных проблем наибольшую опасность для человечества представляют военная и экологическая проблемы. Экологическая ситуация с каждым днём ухудшается, а конфликты между цивилизациями, в частности европейской (западной) и мусульманской, обостряются.

## Попытки решения
- Устойчивое развитие
- Демографический переход — естественный конец демографического взрыва 1960-х годов
- Ядерное разоружение
- Энергосбережение
- Монреальский протокол (1989) — борьба с озоновыми дырами
- Киотский протокол (1997) — борьба с глобальным потеплением.
- Научные призы за успешное радикальное продление жизни млекопитающим (мышам) и их омоложение.[19][20]
- Римский клуб (1968)

### Доклады Римского клуба
Римский клуб изначально считал одной из своих главных задач привлечение внимания мировой общественности к глобальным проблемам. Ежегодно готовится один доклад. Заказ Клуба на доклады определяет только тему и гарантирует финансирование научных исследований, но ни в коем случае не влияет ни на ход работы, ни на её результаты и выводы.